# Pyssesten

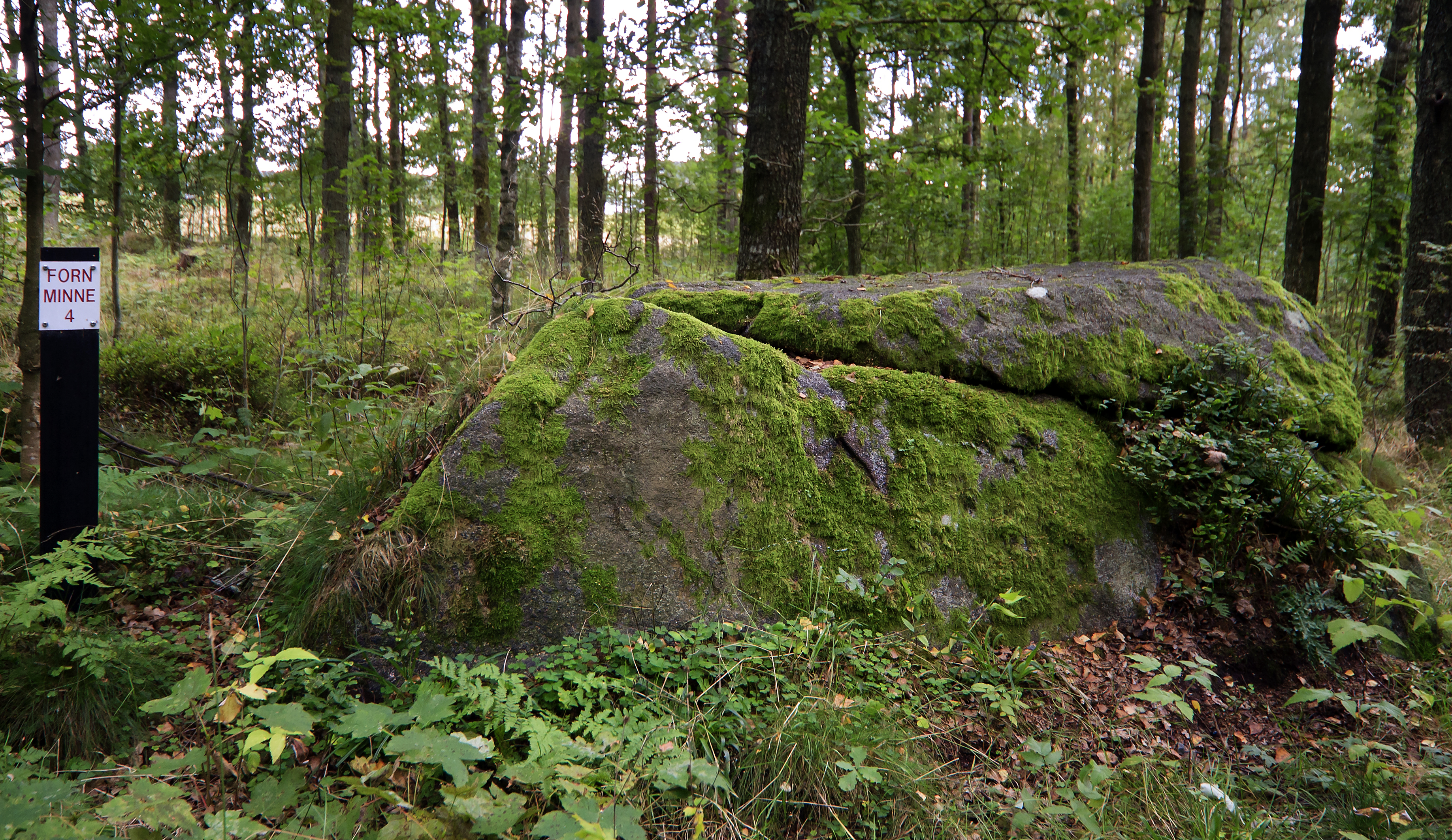
Der Pyssesten

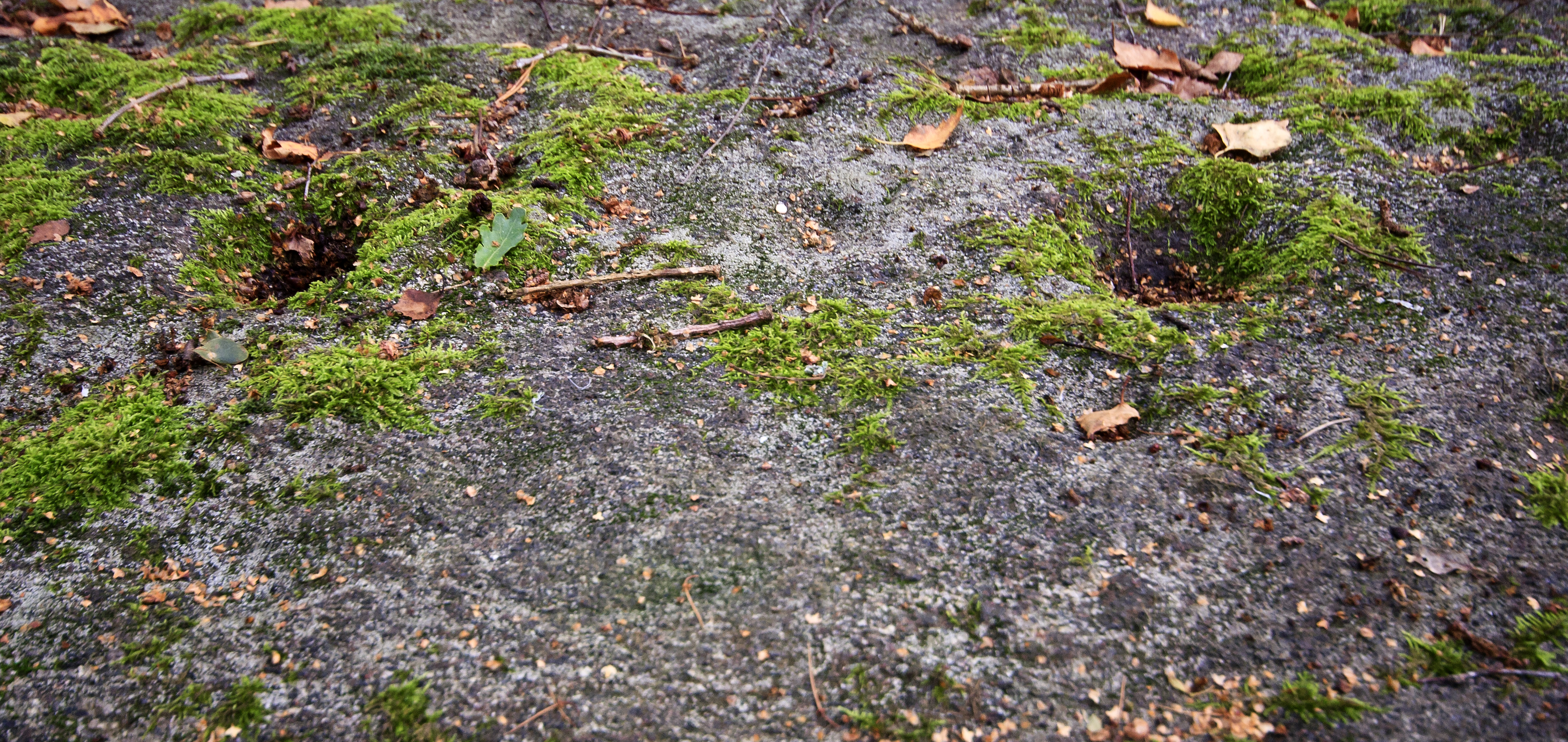
Schälchen auf dem Pyssesten

Der Pyssesten ist ein etwa 2,0 × 1,3 m messender Felsblock neben einem Waldweg in Kädarp, östlich von Röke in Hässleholm in Schonen in Schweden. 
Er hat einen 1,3 × 0,8 m großen Bereich mit 25 Schälchen (schwedisch Skålgropar oder Älvkvarnar  – deutsch „Elfenmühlen“) sowie zwei länglichen, schrägen Vertiefungen auf der flachen Oberfläche des Blocks. Die Schälchen haben 4,0 bis 10,0 cm Durchmesser und sind 0,5 bis 4,0 cm tief. Ein Paar Schälchen ist mit der schrägen Vertiefung verbunden.
Der Block, dessen Name sich von „pys“ (kleiner Junge) ableitet, ist etwa 0,7 m über dem Boden etwas schräg gespalten, der obere Teil ist nach Westen verschoben, der Ostteil ruht auf dem Unterteil.